# 土耳其地理分區

土耳其地理分區圖，粗灰色線及幼白色線分別代表國界及省界。7個分區為：
地中海地區
東部安那托利亞地區
爱琴海地区
東南安那托利亞地區
中部安那托利亞地區
黑海地區
馬摩拉地區

土耳其地理分區共有七個地區（土耳其語：bölge），首次定義於1941年6月6日至6月21日期間在安卡拉舉行的第一次土耳其地理大會 。七個地理分區下又再根據微氣候、地理特徵，被分為二十一個區段（bölüm），其下再細分為區域（yöre）。地理分區並非用於行政區劃，而是用於地政、戶政、教育等用途，其劃分也與土耳其的省份無關。